# Jeff Wincott
Jeffrey Howard Piero Wincott (ur. 8 maja 1956 w Toronto w prowincji Ontario) – kanadyjski aktor i producent filmowy, ekspert w sztukach walki.

## Życiorys
Przyszedł na świat jako drugi z trzech synów Lucii, włoskiej imigrantki z Mediolanu, i Williama Wincotta, angielskiego imigranta z Blackpool, który pracował jako pracownik budowy, spawacz i sprzedawca. Rodzice poznali się we Włoszech w czasie wojny i wyemigrowali do Kanady w 1952. Dorastał w dzielnicy Scarborough, w Ontario. Wraz z młodszym bratem Michaelem (ur. 21 stycznia 1958) raz udaremnił rabunek w Nowym Jorku.
W szkole średniej Ryerson Polytechnical Institute brał udział w zawodach pływackich, zapasach, meczach piłkarskich, rugby, rozgrywkach piłki wodnej i walkach bokserskich. Jednocześnie w wieku czternastu lat trenował kung-fu. Otrzymał piąty dan czarnego pasa karate i czarny pas w taekwondo. Jego pasją stały się także Harley'e. Zdobył stypendium sportowe na Uniwersytecie Waterloo, ale zdecydował się rozpocząć karierę aktorską. Pracował jako ratownik. Uczył się aktorstwa w Ryerson w Toronto i Juilliard Drama School w Nowym Jorku. 
Po gościnnym występie w dwóch odcinkach kanadyjskiego sitcomu Król Kensingtonu (King of Kensington, 1978, 1979), debiutował niewielką rolą taksówkarza w komedii romantycznej Wszystkiego najlepszego, Gemini (Happy Birthday, Gemini, 1980) z Madeline Kahn i Rity Moreno oraz thrillerze Bal maturalny (Prom Night, 1980) u boku Leslie Nielsena i Jamie Lee Curtis. Zaskarbił sobie sympatię telewidzów jako policjant detektyw Frank Giambone w serialu CBS Nocna gorączka (Night Heat, 1985-1989), za którą w 1986 był nominowany do nagrody Gemini. 
W ciągu kolejnych latach prezentował na ekranie atletyczną waleczność w filmach sensacyjnych klasy „B”, w tym Misja sprawiedliwości (Mission Of Justice, 1992) z Brigitte Nielsen i Uniwersalny żołnierz 2 (Universal Soldier 2, 1998) z Mattem Battaglią.
W dniu 21 czerwca 2003 poślubił Charlotte Mangum.

## Wybrana filmografia

### Filmy fabularne
- 1980: Wszystkiego najlepszego, Gemini (Happy Birthday, Gemini) jako taksówkarz
- 1980: Bal maturalny (Prom Night) jako Drew Shinnick
- 1986: Błękitny chłopak (The Boy in Blue) jako Riley
- 1990: Zakład o śmierć (Deadly Bet) jako Angelo Scala
- 1992: Oddział Specjalny II (Martial Law II: Undercover) jako detektyw Sean Thompson
- 1993: Oddział poza prawem (Martial Outlaw) jako Kevin White
- 1994: Maszyna śmierci (The Killing Machine) jako Harlin Garrett
- 1994: Pod ostrzałem (Open Fire) jako Alec McNeil
- 1995: Kiedy kule łamią kości (When the Bullet Hits the Bone) jako dr. Jack Davies
- 1995: Prawo dżungli (Law of the Jungle) jako John Ryan
- 1995: Prawo ulicy (Street Law) jako John Ryan
- 1995: Dawca za wszelką cenę (The Donor) jako Billy Castle
- 1995: Bez wyjścia (No Exit) jako Profesor John Stoneman
- 1996: Ostatni twardziel (Last Man Standing) jako Kurt
- 1996: Wizerunek mordercy (Profile for Murder) jako Michael Weinberg
- 1997: Wesele grabarza (The Undertaker's Wedding) jako Rocco
- 1998: Uniwersalny żołnierz II: Towarzysze broni (Universal Soldier II: Brothers in Arms) jako Eric Devereaux/GR5
- 1998: Uniwersalny żołnierz III: Niewyrównane rachunki (Universal Soldier III: Unfinished Business) jako Eric Devereaux/GR87
- 1998: Kosmiczny wirus (Future Fear) jako doktor John Denniel
- 2000: Papierowe pociski (Paper Bullets) jako Dickerson
- 2001: Niespodziewana przemoc (Pressure Point/Backroad Justice) jako Rudy Wicker
- 2001: BattleQueen 2020 jako Spencer
- 2002: www.seks.com (Stealing Candy) jako Spinell
- 2003: S.W.A.T. Jednostka Specjalna (S.W.A.T.) jako Ed Taylor
- 2007: Inwazja (The Invasion) jako policjant

### Seriale TV
- 1978-1979: Król Kensingtonu (King of Kensington) jako Jeff
- 1985-1989: Nocna gorączka (Night Heat) jako detektyw Frank Giambone
- 1989: Alfred Hitchcock przedstawia (Alfred Hitchcock Presents) jako Tom King
- 1989: Matlock jako Spencer Hamilton
- 1999: Wydział do spraw specjalnych (Cold Squad) jako Thomas Sterling Brown
- 2000: Łowcy skarbów (Relic Hunter) jako Jonathan Quelch
- 2000: Operacja wieczność (Code Name: Eternity) jako Breed
- 2000: Ziemia: Ostatnie starcie (Earth: Final Conflict) jako Malley
- 2002: Pokolenie mutantów (Mutant X) jako Grady Colt
- 2002: Łowcy skarbów (Relic Hunter) jako Rollin Harley
- 2003: JAG – Wojskowe Biuro Śledcze (JAG) jako kapitan
- 2003: 24 godziny (24) jako Stronnik
- 2005: Agenci NCIS (Navy NCIS: Naval Criminal Investigative Service) jako sierżant Leeka
- 2008: Prawo ulicy (The Wire) jako Johnny Weaver